# Olia Tira

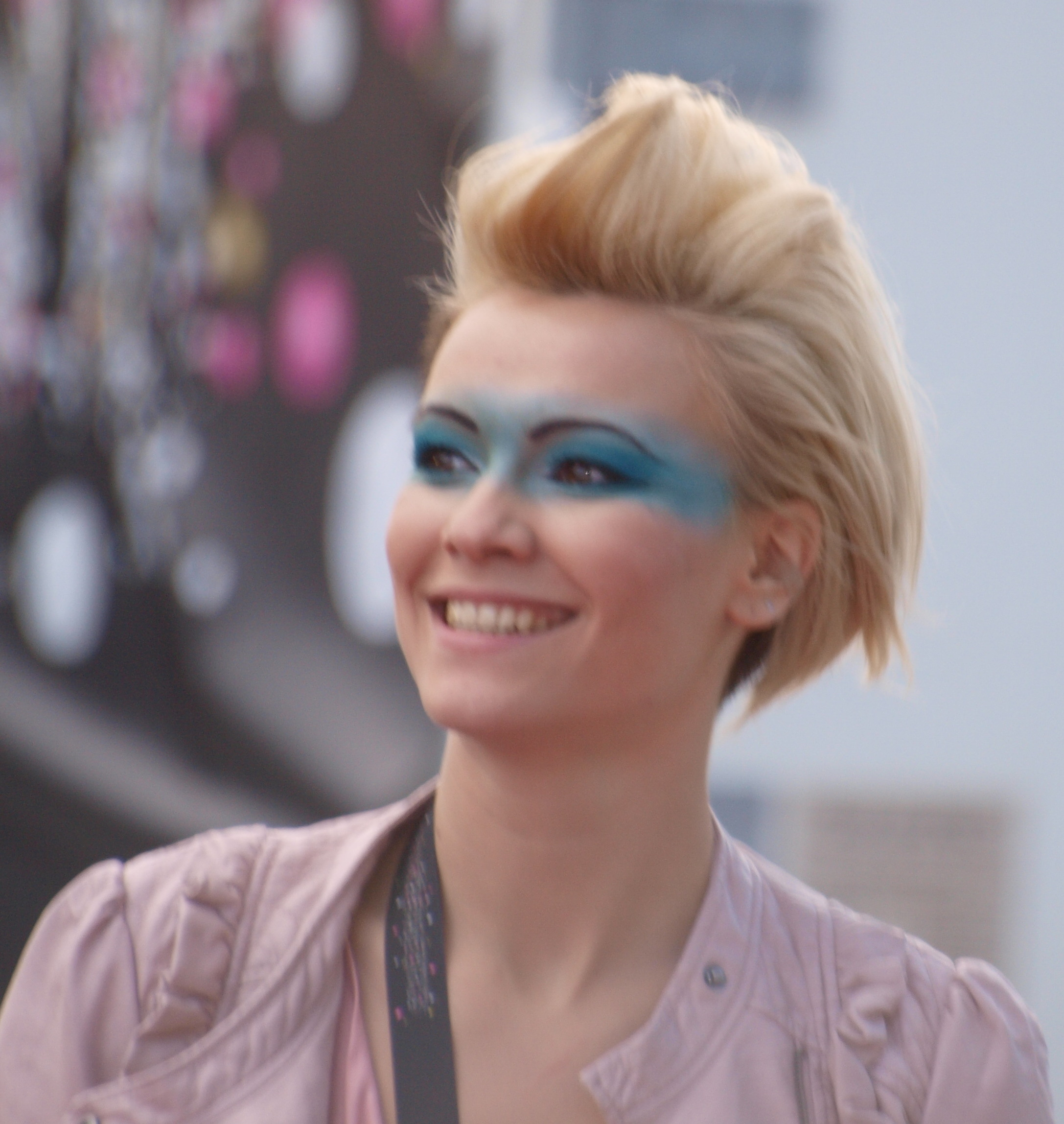
Olia Tira

Olia Tira (Potsdam, 1 augustus 1988) is een Moldavisch zangeres. 
Ze vertegenwoordigde samen met de groep SunStroke Project Moldavië op het Eurovisiesongfestival 2010 in de Noorse hoofdstad Oslo met het Engelstalige nummer Run away. Ze werden tweeëntwintigste.
2005: Zdob și Zdub · 
2006: Arsenium & Natalia Gordienko · 
2007: Natalia Barbu · 
2008: Geta Burlacu · 
2009: Nelly Ciobanu · 
2010: SunStroke Project & Olia Tira · 
2011: Zdob și Zdub · 
2012: Pasha Parfeny · 
2013: Aliona Moon · 
2014: Cristina Scarlat · 
2015: Edoeard Romanjoeta · 
2016: Lidia Isac · 
2017: SunStroke Project · 
2018: DoReDoS · 
2019: Anna Odobescu · 
2021: Natalia Gordienko · 
2022: Zdob și Zdub & Frații Advahov · 
2023: Pasha Parfeny · 
2024: Natalia Barbu